# Banco do Estado do Rio Grande do Norte
O Banco do Estado do Rio Grande do Norte S/A (BANDERN) é uma extinta instituição financeira estatal potiguar. Sua origem remonta ao Banco de Natal, primeiro banco da cidade que foi fundado no ano de 1909 no governo de Augusto Tavares de Lyra.
Antes do fechamento, em 1990, o banco tinha 56 agências em todo o Estado e seu nome era colocado no mesmo patamar de bancos como Caixa Econômica Federal e Banco do Brasil. Entretanto, somente dezoito anos depois é que o banco veio a ser liquidado.
Dentro da estrutura da instituição existiam quatro ramificações: um banco de desenvolvimento, um banco comercial, uma poupança e uma financeira.